# دهستان میکیتامائه
دهستان میکیتامائه (به لاتین: Mikitamäe Parish) یک دهستان در استونی است که در شهرستان پولوا واقع شده‌است.

## خصوصیات
دهستان میکیتامائه ۱۰۴٫۴۱ کیلومترمربع مساحت و ۹۹۸ نفر جمعیت دارد.